# DR-Baureihe E 32
Die Elektrolokomotiven der Baureihe E 32 der Deutschen Reichsbahn waren fast 50 Jahre in Deutschland als leichte Personenzuglokomotiven im Einsatz. Nach ihrer anfänglichen Bezeichnung als EP2 nach dem frühen Nummernschema der Deutschen Reichsbahn (Gruppenverwaltung Bayern) trugen sie von 1927 bis 1968 im endgültigen Nummernplan der Deutschen Reichsbahn und der Deutschen Bundesbahn die Baureihenbezeichnung E 32, in den letzten Einsatzjahren nach 1968 trugen sie die EDV-Bezeichnung 132. Charakteristisch für die E 32 war die kurze Bauform mit Schrägstangenantrieb.

## Geschichte

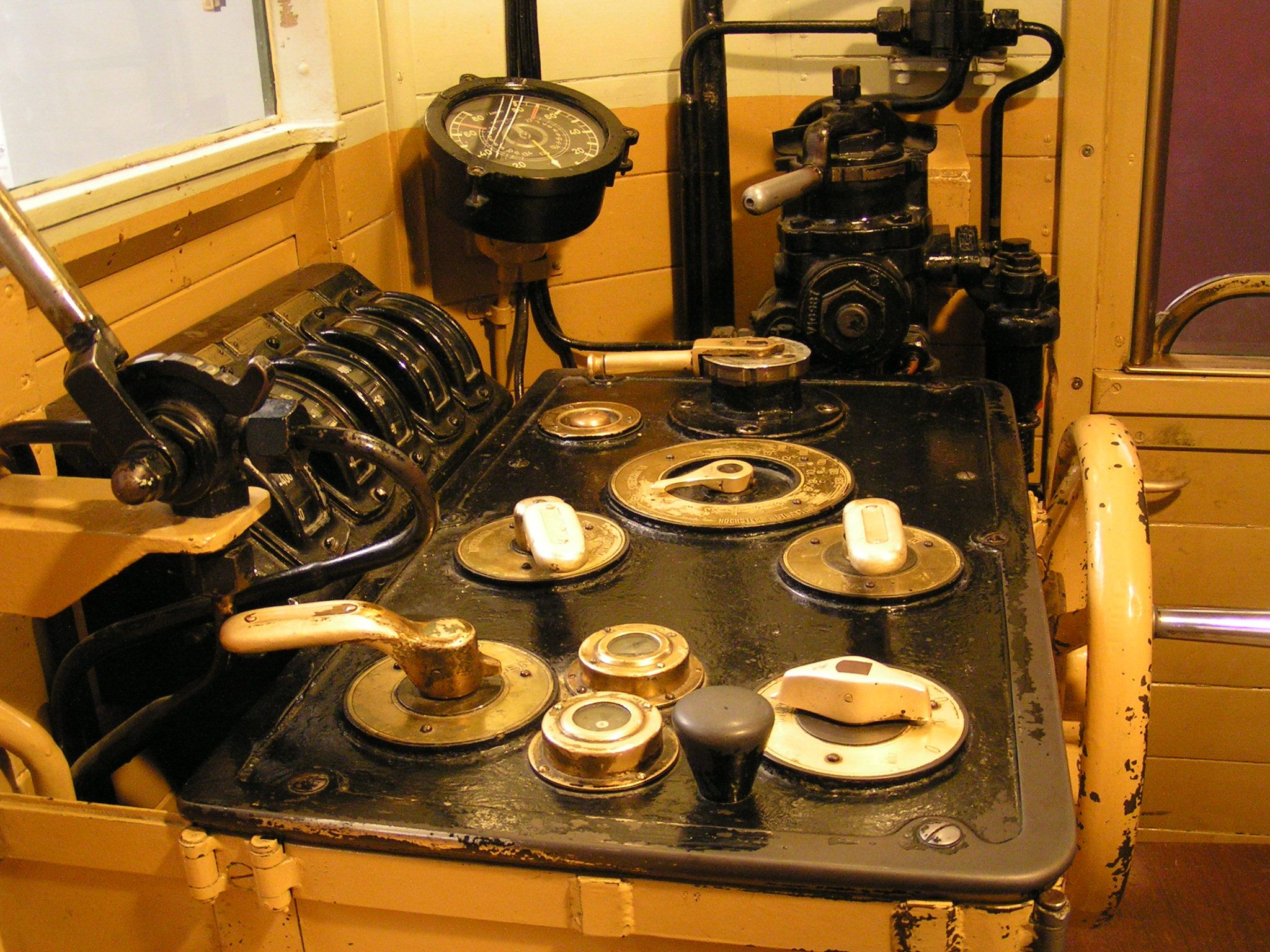
Führerstand einer E 32 im DB-Museum Nürnberg

Die Deutsche Reichsbahn Gruppenverwaltung Bayern beschaffte zwischen 1924 und 1926 29 Elektrolokomotiven der Baureihe EP 2 für den leichten Personenzugdienst. Sie trugen die bayerische Bezeichnung EP2 20 006 bis 034, bevor sie die DR-Baureihenbezeichnung E 32 erhielten. Die Nummern 01 bis 05 blieben unbesetzt, da sie zuvor schon der Bayerischen EP1 (spätere E 62) zugeteilt worden waren. Konstruktiv baut die E 32 auf zahlreiche Vorkriegskonstruktionen, wie die Bayerischen EP 3 auf. Sie wurde mit zwei Motoren der bayr. ES 1 und einer Vorgelegewelle auf die schräge Treibstange ausgerüstet. Die E 32 wurde auf allen oberbayrischen Strecken eingesetzt. Viele Teile der Lokomotive waren mit denen der E 16 identisch.
1936 wurde bei acht Maschinen durch eine geänderte Getriebeübersetzung die Höchstgeschwindigkeit von 75 km/h auf 90 km/h angehoben. Diese erhielten die Nummern E 32 101 bis 108 (E 32.1). Das Leistungsprogramm war die Beförderung eines Zuges mit 900 t Last in der Waagerechten mit 75 km/h und einem Zug mit 460 t Last in einer Steigung von 10 ‰ mit 50 km/h. Die umgebauten Lokomotiven konnten 320 t Züge auf einer Steigung von 10 ‰ mit 70 km/h befördern.

## Lokomotiven
| Nr. kbayStsB | Nr. DRG  | Nr. DB    | 1935          | 1950          | 1972          | Bemerkung                                                                            |
| ------------ | -------- | --------- | ------------- | ------------- | ------------- | ------------------------------------------------------------------------------------ |
| EP 2 20 006  | E 32 06  | 132 006-8 | München Hbf   | München Hbf z | –             | +17.07.1969 München Hbf                                                              |
| EP 2 20 007  | E 32 07  | –         | Treuchtlingen | –             | –             | 27.09.1936 -> E 32 108                                                               |
| EP 2 20 008  | E 32 08  | 132 008-4 | München Hbf   | München Hbf z | –             | +04.03.1971 Freiburg/Breisgau                                                        |
| EP 2 20 009  | E 32 09  | –         | München Hbf   | –             | –             | +07.11.1945 München Hbf, Kriegsverlust                                               |
| EP 2 20 010  | E 32 10  | 132 010-0 | Rosenheim     | München Hbf   | –             | +04.03.1971 Freiburg/Breisgau                                                        |
| EP 2 20 011  | E 32 11  | 132 011-8 | München Hbf   | München Hbf   | München Hbf z | +01.08.1972 München Hbf                                                              |
| EP 2 20 012  | E 32 12  | 132 012-6 | Freilassing   | München Hbf   | München Hbf z | +01.08.1972 München Hbf, Führerstand Verkehrsmuseum Nürnberg                         |
| EP 2 20 013  | E 32 13  | –         | Freilassing   | –             | –             | 19.08.1936 -> E 32 107                                                               |
| EP 2 20 014  | E 32 14  | –         | München Hbf   | –             | –             | +09.11.1945 München Hbf, Kriegsverlust                                               |
| EP 2 20 015  | E 32 15  | 132 015-9 | München Hbf   | München Hbf   | –             | +02.05.1968 München Hbf                                                              |
| EP 2 20 016  | E 32 16  | 132 016-7 | München Hbf   | München Hbf   | –             | +01.03.1971 München Hbf                                                              |
| EP 2 20 017  | E 32 17  | –         | München Hbf   | –             | –             | 15.07.1936(?) -> E 32 106                                                            |
| EP 2 20 018  | E 32 18  | –         | München Hbf   | –             | –             | 17.05.1936 -> E 32 103                                                               |
| EP 2 20 019  | E 32 19  | –         | München Hbf   | –             | –             | 10.03.1943z Luftangriff Elokhalle München Hbf +10.04.1943 München Hbf, Kriegsverlust |
| EP 2 20 020  | E 32 20  | 132 020-9 | München Hbf   | München Hbf   | –             | +04.03.1971 Freiburg/Breisgau                                                        |
| EP 2 20 021  | E 32 21  | –         | München Hbf   | –             | –             | 10.03.1943z Luftangriff Elokhalle München Hbf +10.04.1943 München Hbf, Kriegsverlust |
| EP 2 20 022  | E 32 22  |           | München Hbf   | München Hbf   | –             | +25.01.1966 Freiburg/Breisgau                                                        |
| EP 2 20 023  | E 32 23  | –         | München Hbf   | –             | –             | 10.03.1943z Luftangriff Elokhalle München Hbf +10.04.1943 München Hbf, Kriegsverlust |
| EP 2 20 024  | E 32 24  | 132 024-1 | München Hbf   | München Hbf   | München Hbf z | +01.08.1972 Freiburg/Breisgau                                                        |
| EP 2 20 025  | E 32 25  | 132 025-8 | München Hbf   | Garmisch      | –             | +04.03.1971 Freiburg/Breisgau                                                        |
| EP 2 20 026  | E 32 26  | –         | München Hbf   | –             | –             | 11.12.1936 -> E 32 101                                                               |
| EP 2 20 027  | E 32 27  | 132 027-4 | Augsburg      | München Hbf   | München Hbf z | +01.08.1972 München Hbf, erhalten Bochum-Dahlhausen                                  |
| EP 2 20 028  | E 32 28  | 132 028-2 | München Hbf   | München Hbf   | –             | +17.07.1969 München Hbf                                                              |
| EP 2 20 029  | E 32 29  | –         | München Hbf   | –             | –             | 15.03.1936(?) -> E 32 102                                                            |
| EP 2 20 030  | E 32 30  | –         | Augsburg      | –             | –             | 15.05.1936(?) -> E 32 104                                                            |
| EP 2 20 031  | E 32 31  | 132 031-6 | München Hbf   | München Hbf   | –             | 02.04.1968 München Hbf                                                               |
| EP 2 20 032  | E 32 32  | –         | Augsburg      | –             | –             | 15.06.1936(?) -> E 32 105                                                            |
| EP 2 20 033  | E 32 33  | 132 033-2 | München Hbf   | Garmisch      | –             | +02.04.1968 München Hbf                                                              |
| EP 2 20 034  | E 32 34  | 132 034-0 | München Hbf   | Garmisch      | –             | +10.03.1971 Frankfurt/Main 1                                                         |
| -            | E 32 101 | 132 101-7 | –             | Augsburg      | München Hbf z | +01.08.1972 München Hbf                                                              |
| -            | E 32 102 | 132 102-5 | –             | Augsburg      | –             | +10.03.1971 Frankfurt/Main 1                                                         |
| -            | E 32 103 | 132 103-3 | –             | Augsburg      | München Hbf z | +01.08.1972 München Hbf                                                              |
| -            | E 32 104 | 132 104-1 | –             | Augsburg      | München Hbf z | +01.08.1972 München Hbf                                                              |
| -            | E 32 105 | 132 105-8 | –             | Augsburg      | –             | +17.07.1969 München Hbf                                                              |
| -            | E 32 106 | –         | –             | Augsburg      | –             | +25.01.1966 München Hbf                                                              |
| -            | E 32 107 | 132 107-4 | –             | Augsburg      | München Hbf z | +01.08.1972 München Hbf                                                              |
| -            | E 32 108 | 132 108-2 | –             | Augsburg      | –             | +01.03.1971 München Hbf                                                              |

## Deutsche Bundesbahn

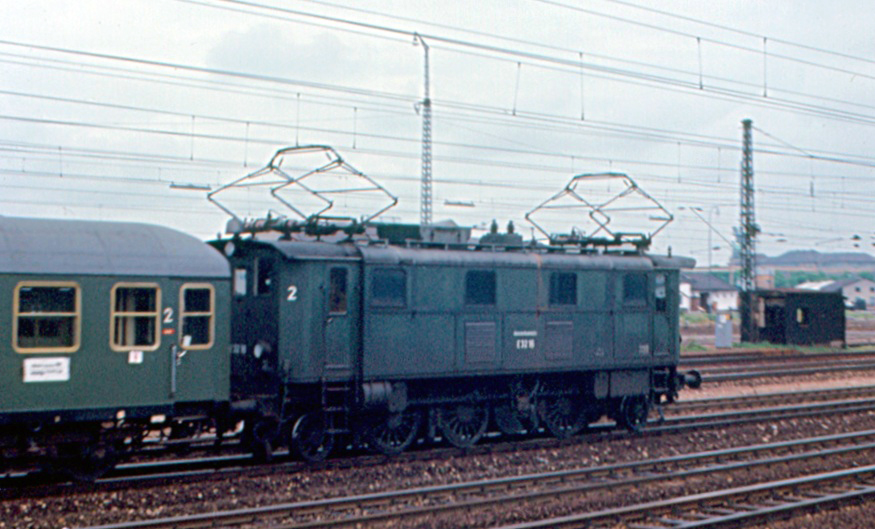
E 32 im Plandienst in München, 1967

24 Lokomotiven wurden von der Deutschen Bundesbahn nach dem Zweiten Weltkrieg übernommen, fünf Lokomotiven mussten als Kriegsverluste ausgemustert werden. Ende der 1960er Jahre waren noch 19 Lokomotiven im Fahrdienst vorhanden, die im Raum München und Freiburg im Rangier- und leichten Personenzugdienst eingesetzt waren. Ihr Einsatzgebiet waren dort die Wiesen- und Wehratalbahn, wo sie vorher die letzten E 71 in Deutschland abgelöst hatten. 1968 wurden noch 22 Maschinen in die EDV-Baureihenbezeichnung 132 umgezeichnet, der Einsatz endete am 1. August 1972, als die letzten acht 132 ausgemustert wurden.

## Museum

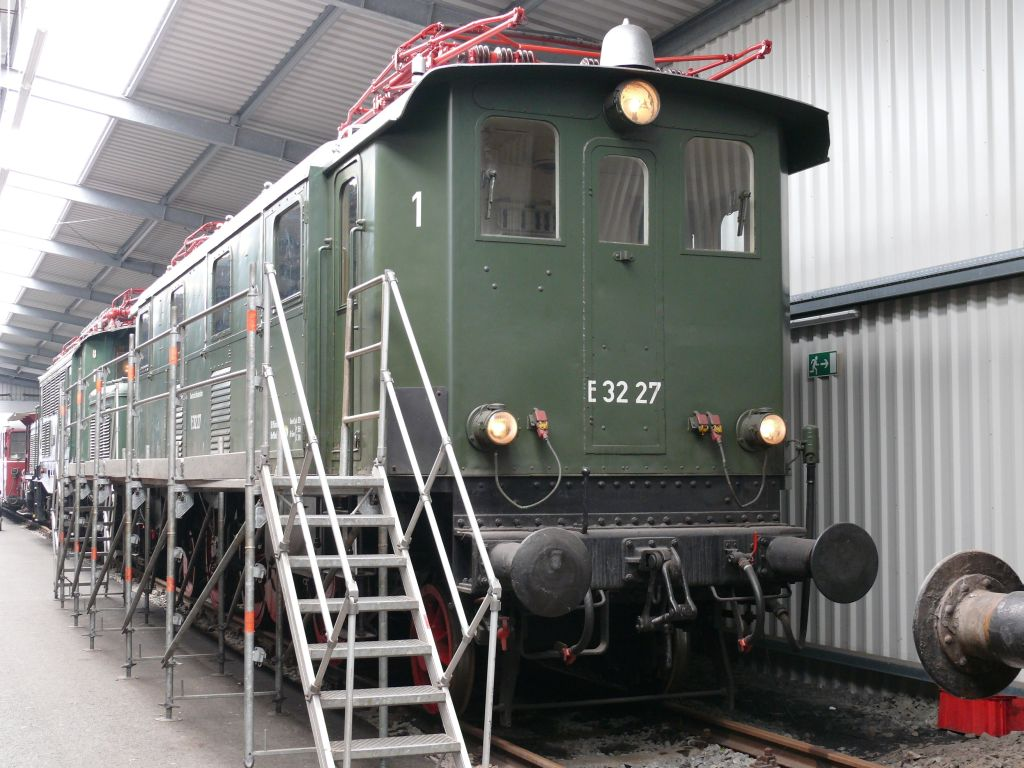
E 32 27 im Eisenbahnmuseum Bochum-Dahlhausen

Erhalten ist die E 32 27. Sie steht als nicht betriebsfähiges Exponat im Eisenbahnmuseum Bochum-Dahlhausen. Ein Führerhaus der E 32 12 ist im Verkehrsmuseum Nürnberg ausgestellt.

## Technische Beschreibung

### Mechanischer Teil
Der Rahmen war als Innenrahmen mit 25 mm Blechstärke ausgelegt. Er war durch die Pufferbohlen und Querträger versteift. Der Lokkasten bestand aus einem Blechstahlgerippe und das Dach aus verbleitem Stahlblech. Zwei Dachsegmente waren abnehmbar gestaltet. Die Stirnseiten des Lokkastens waren mit mittleren Übergangstüren, Übergangsbrücken und Seitenschutz ausgestattet. In den Seitenwänden waren Öffnungen für den Tausch bestimmter Aggregate und Jalousien vorhanden.
Die beiden Fahrmotoren und die Vorgelegewelle waren tief angeordnet. Das ermöglichte einen niedrigen Schwerpunkt und eine kürzere Treibstange zur Blindwelle im Vergleich zu den Vorgängerlokomotiven. Vorn waren die führende Laufachse und die erste Kuppelachse zu einem Krauss-Helmholtz-Lenkgestell vereinigt. Die zweite Kuppelachse hatte spurkranzgeschwächte Räder und war ebenso wie die dritte Kuppelachse fest im Rahmen gelagert. Hinten war die Lokomotive mit einer Bisselachse versehen. Die Radsätze sind in Gleitlager gelagert, auf die sich der Rahmen über Blatttragfedern abstützt.

### Elektrischer Teil
Auf dem Dach der Lokomotiven befanden sich zwei Stromabnehmer. Diese wurden im Laufe der Zeit durch zwei Stromabnehmer des Typs SBS 10/22/90 ersetzt. Diese werden mithilfe von Druckluftzylindern aufgerichtet. Der zwischen Stromabnehmer und Transformator geschaltete Hauptschalter ist ein BBC-Einheitsölschalter, Typ BO.
Der Haupttransformator war ein ölgekühlter Manteltransformator in Sparschaltung mit Fremdlüftung. Die Dauerleistung des Transformators beträgt 875 kVA. Auf seiner Sekundärseite waren 13 Anzapfungen für die Fahrmotoren und zwei für die Zugheizung vorhanden. Diese stellen 800 bzw. 1000 V zur Verfügung. Die 200 V Hauptanzapfung dient auch für die Versorgung der Steuerung sowie der Hilfsbetriebe. Zur Kühlung des Transformators saugt eine elektrisch betriebene Ölpumpe das warme Öl aus dem Transformator-Kessel und drückt es durch den trommelförmigen Ölkühler wieder in den Kessel. Der Motor der Ölpumpe betreibt gleichzeitig auch den Lüfter für den Ölkühler, dessen Kühlluft aus dem Maschinenraum gesaugt wird.
Die Steuerung war, wie bei der E 16, als eine handbetriebene Schlittenschaltung ausgeführt. Bei anderen Baureihen wird diese Steuerung als relativ schwer zu bedienen, jedoch billig in der Instandhaltung beschrieben. Sie besaß eine Schnellauslösung für jeden Fahrmotor in jeder der 13 Fahrstufen. Die Fahrtrichtungsänderung wurde über einen druckluftbetätigten Walzenschalter vorgenommen.
Die beiden Fahrmotoren sind als zwölfpoliger Reihenschlusskommutatormotoren ausgeführt und waren mit denen der DR-Baureihe E 16 baugleich. Sie hatten eine maximale Drehzahl von 960 min−1 und besaßen Erreger-, Kompensations- und Wendepolwicklungen. Die Nennleistung der Motoren betrug 585 kW, bei einer Masse von 5850 kg. Beide Fahrmotoren, sowie die Vorgelegewelle, sind in einer Stahlgußwanne gelagert, welche fest mit dem Lokomotivrahmen verbunden ist. Gekühlt werden die Fahrmotoren durch einen elektrisch betriebenen Lüfter, welcher die Kühlluft aus dem Maschinenraum saugt.
Die Lokomotivbeleuchtung war original von einem Bordnetz von 24 V = gesteuert, dieses wurde von einem Beleuchtungsgenerator bzw. der Batterie gespeist. Der Beleuchtungsgenerator war mit dem Fahrmotorlüfter gekuppelt. Die Lokomotiven besaßen eine Wegabhängige Sifa.